# Šárka (Má vlast)
Šárka je třetí symfonická báseň z cyklu Má vlast skladatele Bedřicha Smetany, byla dokončena 20. února 1875. Byla pojmenována podle bojovnice Šárky z pověsti Dívčí válka, hudebními prostředky je zde vyprávěn válečný příběh Ctirada a Šárky.
Bedřich Smetana o Šárce napsal:
V této skladbě se nemíní krajina, nýbrž děj, bajka o dívce Šárce. Skladba počne líčením rozzuřené dívky, jenž pomstu přísahá za nevěrnost milence svého celému mužskému pokolení. Zdáli je slyšet příchod Ctirada se svými zbrojnoši, který táhne na pokoření a potrestání dívek.
Už z dáli zaslechnou nářek (ač lstivý) přivázané dívky u stromu. Při pohledu na ni obdivuje Ctirad krásu její, zahoří milostnými city pro ni, osvobodí ji, ona připraveným nápojem obveselí a opojí jak Ctirada tak zbrojnoše až k spánku. Na dané znamení lesním rohem, které v dálce ukryté dívky zodpoví, vyhrnou se tyto ku krvavému činu – hrůza všeobecného vraždění, vzteklost nasycené pomsty Šárky, toť konec skladby.